# Buena Vista (Peru)
Buena Vista é um sítio arqueológico do Peru com cerca de 8 hectares localizado a aproximadamente 40 quilometros dentro do vale do Rio de Chillon. Está localizada no distrito de Santa Rosa de Quives , província de Canta, na Região de Lima, no sopé dos Andes . 

## Histórico
O local foi primeiramente escavado por Frederic Engel (1987). Nesta escavações obteve datação de radiocarbono de artefatos pertencentes ao Período Pré-cerâmico Precoce (9700 ± 200 anos atrás ) e ao Período Intermediário Precoce (1960 ± 80 anos anos atrás).
Em junho de 2004, o arqueólogo Robert Benfer e sua equipe descobriram a característica mais significativa de Buena Vista - o Templo da Raposa. Foi lhe dado esse nome devido ao mural que flanqueia a entrada do templo, que representava uma raposa aninhada dentro do ventre de uma lhama.  O Templo da raposa remonta aproximadamente ao Século XXII a.C. construído por uma civilização ainda não conhecida que ocupou a área alguns milênios antes dos Incas .  Este povo não tinham nenhum sistema de escrita, e seu nome não foi preservado; eles são considerados uma cultura pré-cerâmica tardia e acredita-se ter seguido a Tradição Religiosa Kotosh. Muitos arqueólogos referem-se a eles como os Andinos. 

## O Complexo
O complexo do templo mede 33 metros de altura por 55 metros de comprimento. Com alinhamentos precisos e linhas de visão que fornecem um calendário astronômico para a agricultura, o mais antigo de seu tipo nas Américas. Ela antecede registros de realizações artísticas e científicas similares da região por 800 anos.  As pedras grandes colocadas em um cume ao leste da entrada do observatório serviram como um calendário. A pedra mais proeminente marcava o solstício de verão - naquele dia de cada ano, da perspectiva do templo, o sol subia diretamente sobre a rocha. Nas horas imediatamente antes do amanhecer no solstício de verão, uma constelação conhecida comoRaposa subiu entre duas outras pedras grandes no mesmo cume. 
A referência do templo à raposa, que aparece no mural de entrada e em sua orientação astrológica, pode fornecer pistas para o propósito do templo. Entre muitos povos indígenas da América do Sul , a raposa é um símbolo da água e do cultivo.  Benfer levanta a hipótese de que os antigos habitantes de Buena Vista usaram o Templo da Raposa para pedir a seus deuses boas colheitas no solstício de verão,   A descoberta dos restos de plantas e vegetais no interior da câmara de oferenda do templo tem apoiado esta teoria. 
O observatório é ainda mais interessante por suas esculturas sofisticadas, como uma escultura de tamanho natural tridimensional de um músico, única conhecida nessa região caracterizada por seus relevos bidimensionais. 
Buena Vista como um todo inclui ruínas que variam  de 10.000 anos a menos de 3.000 anos na idade. Além do templo, o local engloba um centro cerimonial, pirâmides escalonadas e residências para as elites e para os plebeus. Estes edifícios são de diferentes períodos, muitos dos quais foram construídos após o templo ter sido esquecido. A maioria dessas estruturas foram saqueadas.  O Templo da Raposa escapou por pouco do saque enquanto estava enterrado sob várias camadas de terra. 